# Schausia coryndoni
Schausia coryndoni är en fjärilsart som beskrevs av Rothschild 1896. Schausia coryndoni ingår i släktet Schausia och familjen nattflyn. Inga underarter finns listade.